# Abe Yuki (1989)
Abe Yuki (sinh ngày 16 tháng 9 năm 1989) là một cầu thủ bóng đá người Nhật Bản.

## Sự nghiệp câu lạc bộ
Abe Yuki đã từng chơi cho FC Kariya, Saurcos Fukui và Grulla Morioka.